# Skagsgadden
Skagsgadden är en ö nära Nötö i Nagu,  Finland. Den ligger i Skärgårdshavet i Pargas stad i den ekonomiska regionen  Åboland i landskapet Egentliga Finland, i den sydvästra delen av landet. Ön ligger omkring 4 kilometer nordost om Nötö, 24 kilometer söder om Nagu kyrka, 59 kilometer sydväst om Åbo och omkring 180 kilometer väster om Helsingfors. Närmaste allmänna förbindelse är förbindelsebryggan vid Nötö som trafikeras av M/S Eivor. Skagsgadden ligger 5 meter över havet.
Öns area är 2,1 hektar och dess största längd är 250 meter i nord-sydlig riktning.